# Distoleon bakeri
Distoleon bakeri is een insect uit de familie van de mierenleeuwen (Myrmeleontidae), die tot de orde netvleugeligen (Neuroptera) behoort. 
Distoleon bakeri is voor het eerst wetenschappelijk beschreven door Banks in 1916.